# CA 19-9
CA 19-9 (cancer antigen 19-9) is een glycolipide van 36 kilodalton (kD). Deze stof is aanwezig in normaal alvleesklierweefsel en op het epitheel van de maag en de galblaas. CA 19-9 kan - in grotere hoeveelheden - geproduceerd worden door sommige soorten kankercellen en wordt daarom in de geneeskunde gebruikt als tumormarker.

## Rol in de diagnostiek
CA 19-9 kan gebruikt worden als ondersteunend bewijs bij het stellen van de diagnose alvleesklierkanker en galwegkanker. Als de arts vermoedt dat de patiënt alvleesklierkanker heeft, wordt CA 19-9 meestal bepaald in het bloed, in combinatie met beeldvormende technieken zoals een CT-scan of echografie.

## Rol bij de controle
CA 19-9 wordt gemeten bij patiënten met alvleesklierkanker (pancreaskanker) en dan met name om het effect van behandeling in het verloop van de tijd te kunnen volgen.
De test kan alleen gebruikt worden bij patiënten met alvleesklierkanker die ook daadwerkelijk een verhoogde CA 19-9-waarde in hun bloed hebben. Als de hoeveelheid CA 19-9 in het bloed voor de behandeling verhoogd was en tijdens de behandeling afneemt, betekent dat over het algemeen dat de kanker reageert op de behandeling.

## Bepaling van CA 19-9 als screening
De marker kan echter niet toegepast worden voor screeningsdoeleinden. Dit heeft twee belangrijke oorzaken:
- Niet alle alvleesklierkankercellen produceren CA 19-9. Een normale waarde in het bloed sluit alvleesklierkanker dus niet uit (lage sensitiviteit)
- Er zijn andere aandoeningen waarbij CA 19-9 ook verhoogd is (lage specificiteit). Dat zijn onder andere maagkanker en darmkanker, maar ook bij goedaardige aandoeningen zoals alvleesklierontsteking (pancreatitis), galstenen, taaislijmziekte (cystische fibrose) en leverziekten.

## Meeteenheid en interpretatie
CA 19-9 wordt aangegeven in IE (internationale eenheden)/ml. De normale waarde ligt tussen 0 en 37 IE/ml. Een waarde van boven 100 IE/ml maakt een boosaardige tumor in galblaas, gallengangen of alvleesklier waarschijnlijker. 

## Referentielijst
1. ↑  (en) Qin XL, Wang ZR, Shi JS, Lu M, Wang L, He QR (Feb 2004). Utility of serum CA19-9 in diagnosis of cholangiocarcinoma: In comparison with CEA. World Journal of Gastroenterology 10(3): 427-432. PMID 14760772. PMC 4724921. DOI: 10.3748/wjg.v10.i3.427.
2. ↑  (en) Levink, Iris J. M., Jaarsma, Sanne C., Koopmann, Brechtje D. M., van Riet, Priscilla A., Overbeek, Kasper A.  (2023-09). The additive value of CA19.9 monitoring in a pancreatic cyst surveillance program. United European Gastroenterology Journal  11 (7): 601–611. ISSN:2050-6406. PMID: 37435855. PMC: PMC10493362. DOI:10.1002/ueg2.12422.